# Oải hương
Oải Hương (danh pháp khoa học: Lavandula angustifolia, tên tiếng Anh có thể là English lavender, common lavender, true lavender, narrow-leaved lavende) là một loại cây thuộc chi Oải hương (Lavandula), họ Hoa môi (Lamiaceae).
Cây oải hương là loại cây bụi thường niên có mùi thơm nồng, xuất xứ từ vùng Địa Trung Hải. Tên khoa học của nó Lavendula, từ tiếng Latinh lavare, có nghĩa là rửa (hay tắm).
Cây hoa oải hương đã từng được biết đến cách đây hàng ngàn năm, từ thời Hy Lạp cổ đại. Người La Mã đã mang hoa oải hương phổ biến ra khắp châu Âu, tất cả những nơi nào mà họ đặt chân đến, nhằm tạo nên nguồn cung cấp tinh dầu oải hương tại địa phương. Suốt thời Trung Cổ, nó được xem như là thứ thảo dược của tình yêu.
Do mùi hương thơm sạch và tính chất đuổi côn trùng, nó là loại thảo mộc được ứng dụng rộng rãi. Nó từng được dùng để sát trùng vết thương trong thời chiến.
Oải hương cũng là một loại cây phổ biến trong vườn cảnh. Oải hương còn được gói trong những túi thơm để chống những con nhậy (cắn quần áo) và tạo nên mùi thơm cho căn phòng, quần áo. Tinh dầu oải hương giúp thả lỏng cơ thể, thư thái, mang ý nghĩa là (rửa) tắm nên tinh dầu oải hương cũng rất thích hợp dùng khi tắm.
Oải hương cũng được dùng làm thuốc an thần, và cả chất kháng khuẩn. Oải hương có tính sát trùng mạnh, giúp làm lành vết thương, vết phỏng (được dùng nhiều trong thế chiến thứ nhất và thứ hai).
Oải hương là một trong những loài thảo mộc thiêng liêng giữa mùa hè. Thời kỳ ra hoa là từ tháng sáu đến tháng tám.

## Phổ biến

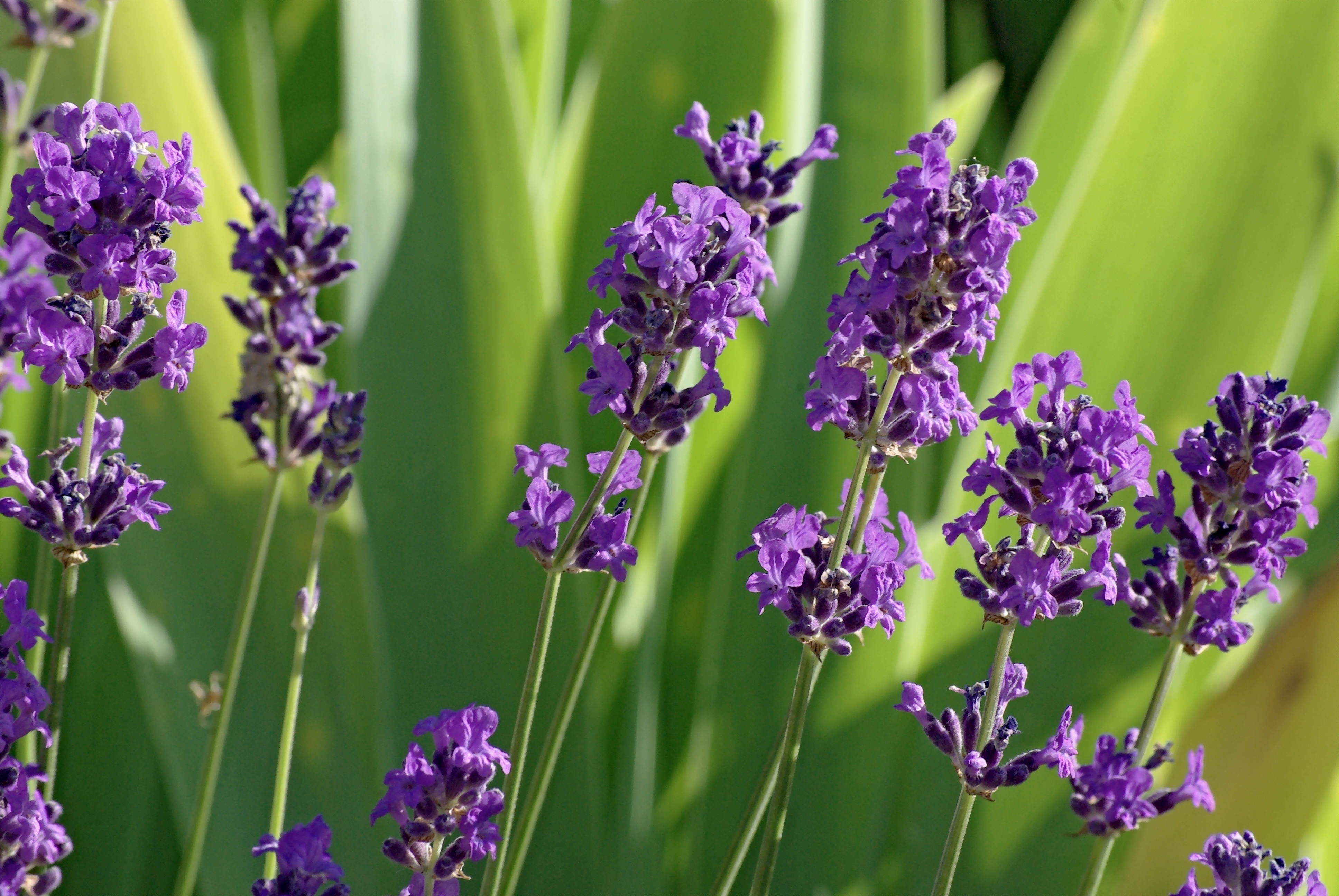
Oải hương thực, Lavandula angustifolia

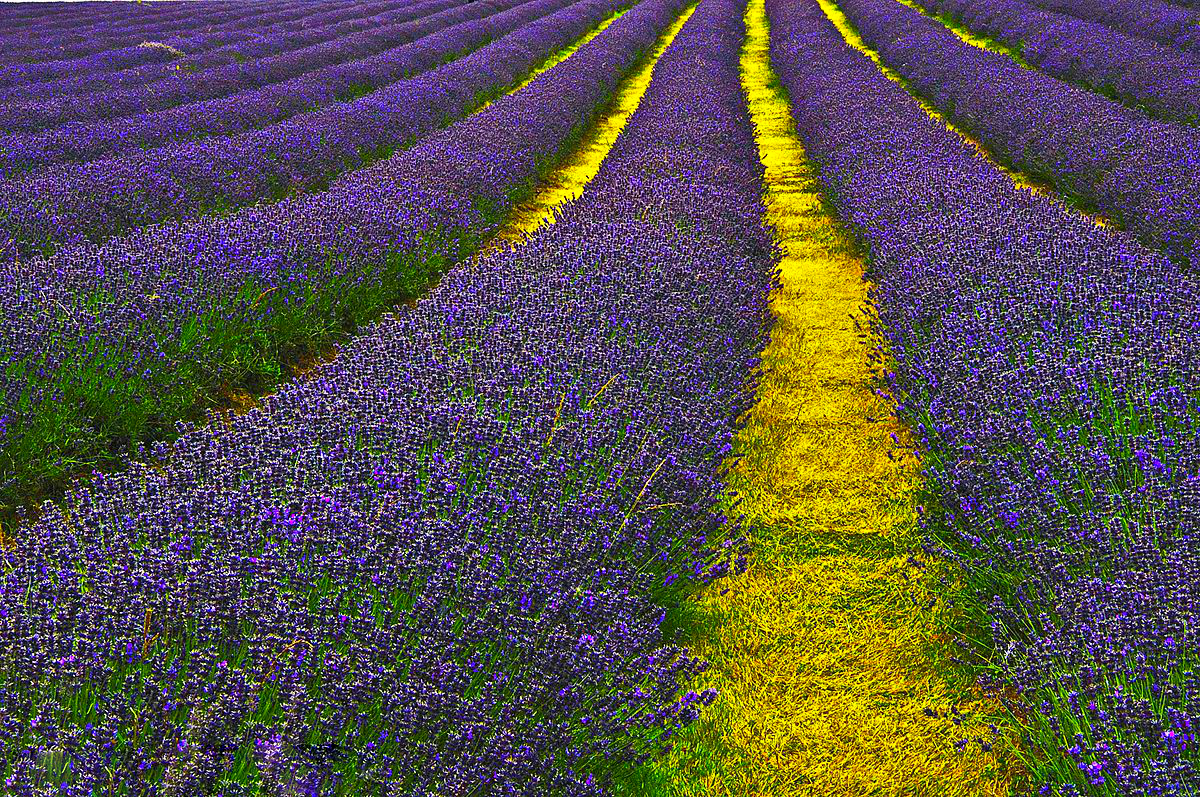
Cánh đồng hoa oải hương tại Carshalton, khu vực ngoại ô Khu Sutton của Luân Đôn, Anh.

Gốc hoa oải hương ban đầu là các khu vực ven biển của Địa Trung Hải, thường có trên các dốc khô tại Dalmatia và Hy Lạp, và ở vùng Toscana ở Ý. Loài Lavandula angustifolia thường mọc trên dốc đá và khô và đôi khi ở bìa rừng.
Hoa oải hương là loại cây đặc trưng của vùng Provence, Pháp, các cánh đồng hoa oải hương thường rộng lớn và là các điểm tham quan du lịch. Diện tích trồng hoa tại địa phương đã giảm một nửa trong các năm 2002-2012, do sâu bệnh và một số thời kỳ lạnh với bão tuyết.

## Phân loại và sử dụng

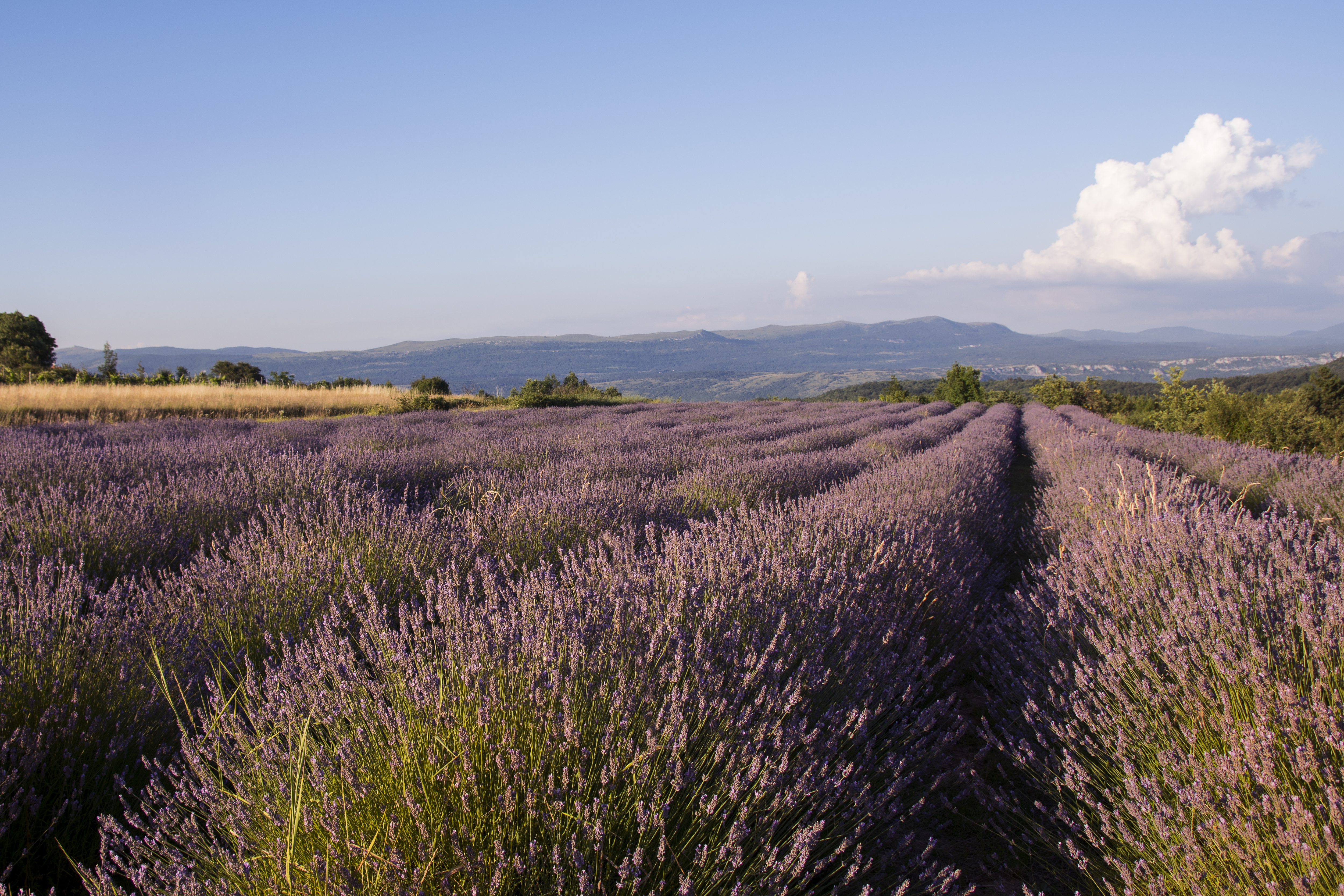
Cánh đồng hoa oải hương tại Provence của Slovenia

Hoa oải hương có nhiều loại khác nhau. Loài được biết đến nhiều nhất là Lavandula angustifolia, Hidcote purple và Dwarf Munstead  nổi bật với màu tím và thấp nhỏ. Một số loại khác lại có thân lớn hơn và mọc cao có thể lên tới 1 mét.
Là một loại cây thảo, oải hương có rất nhiều công dụng. Mùi hương của nó được đặt trong tủ quần áo có thể lưu giữ được đến hàng tháng. Không những vậy nó còn có tác dụng như một loại thuốc chữa bệnh đau nửa đầu.  Vì có tác dụng bổ thần kinh nên oải hương thường được dùng làm trà chữa trị bệnh đau đầu, suy nhược, cảm nắng. Người ta thường kết những cụm hoa oải hương treo lên và phơi khô, khi hoa đã hoàn toàn khô thì có thể sử dụng được lâu dài. Lá cũng có thể làm tương tự như thế nhưng nó không thơm bằng hoa.

## Hình ảnh

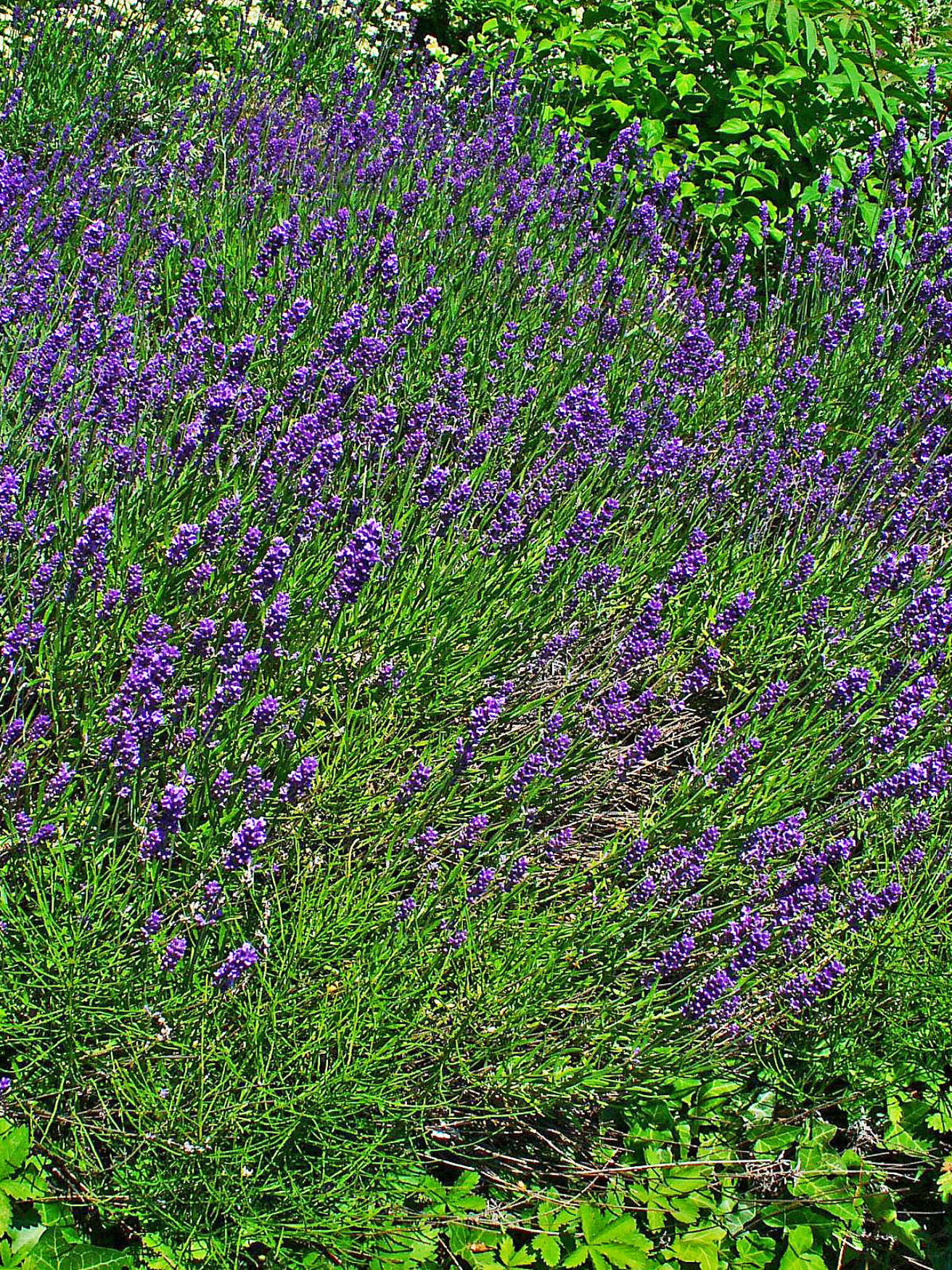
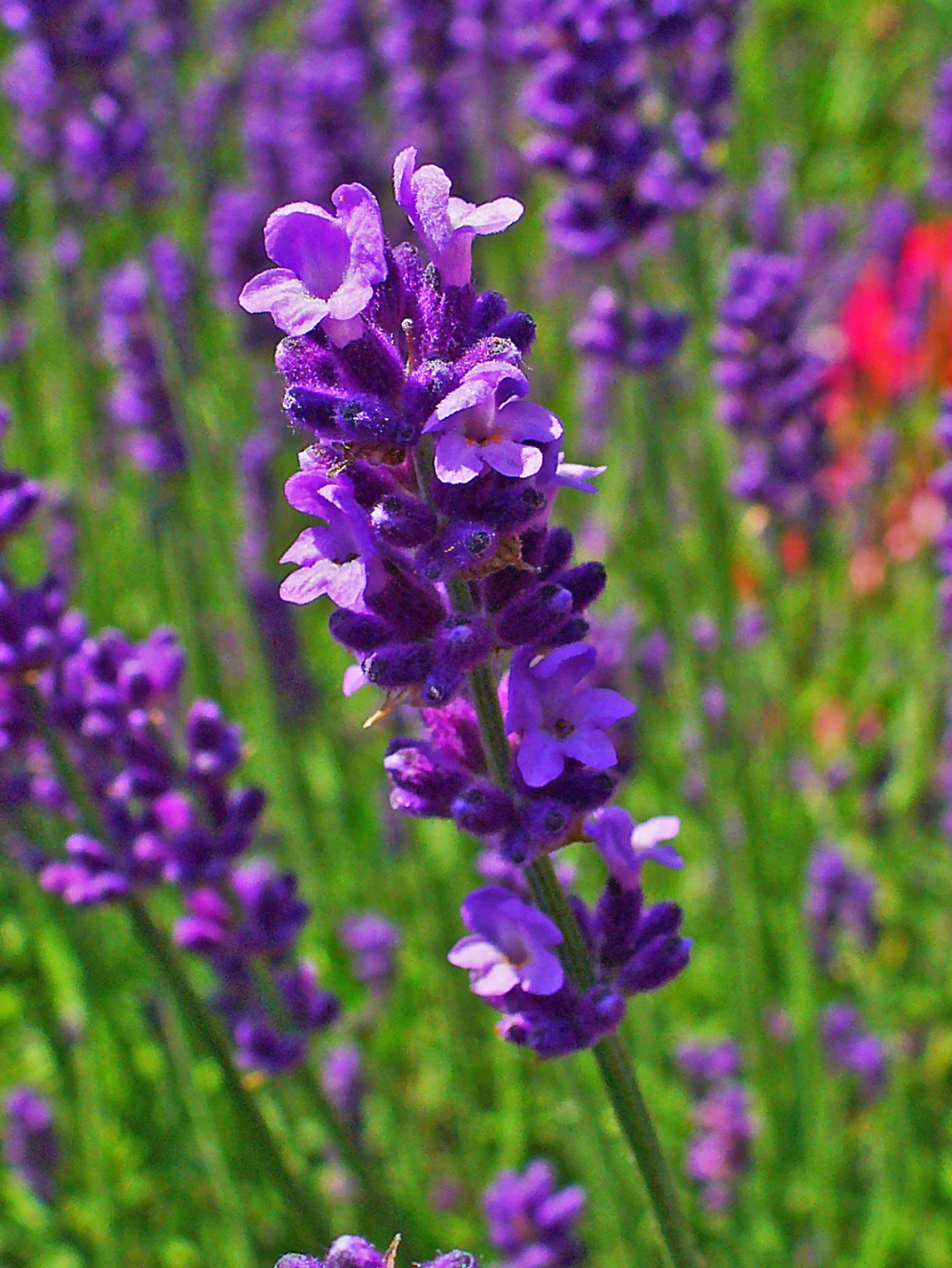
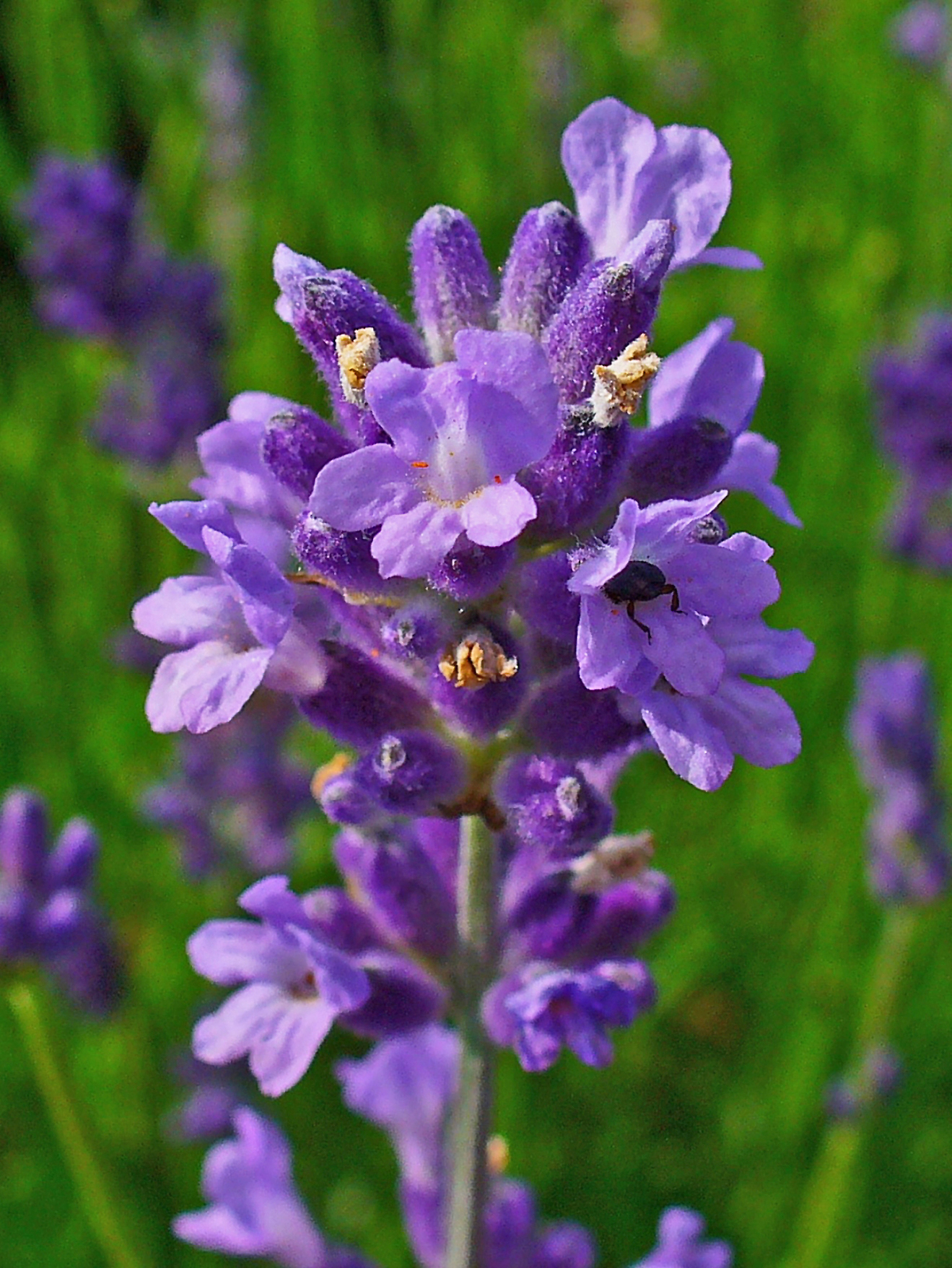
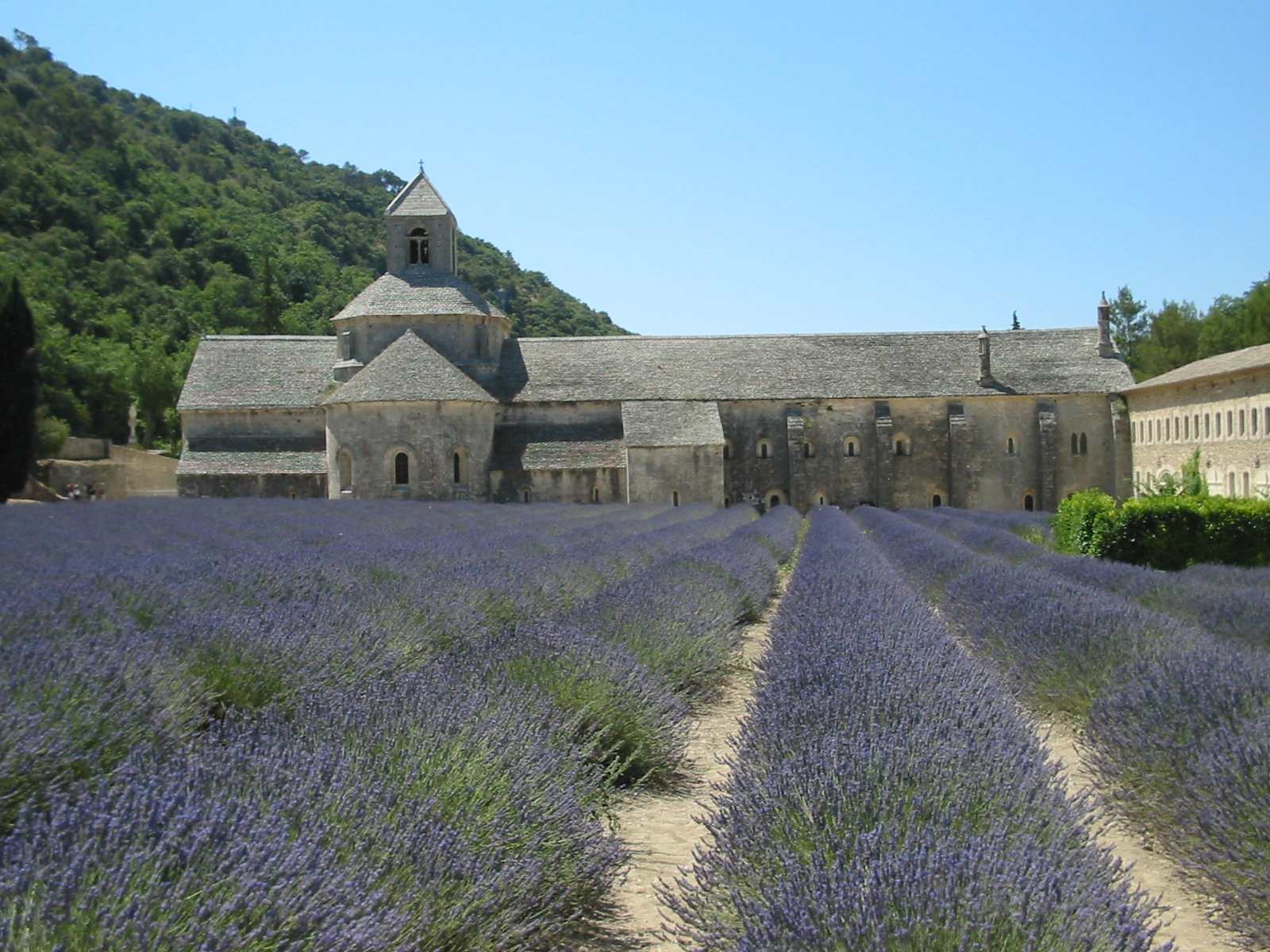
Oải hương tại tu viện Senanque
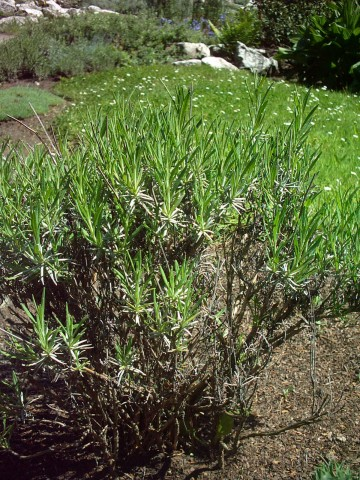
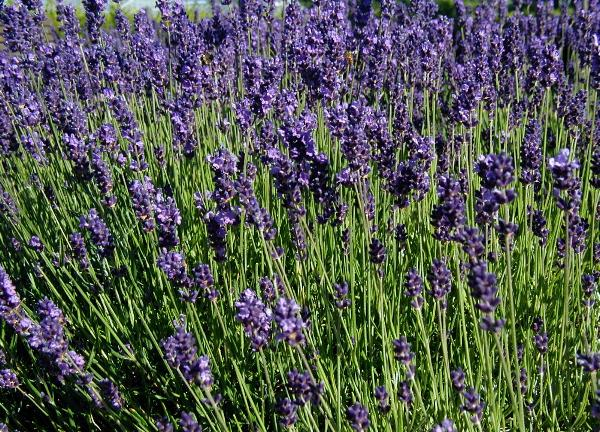
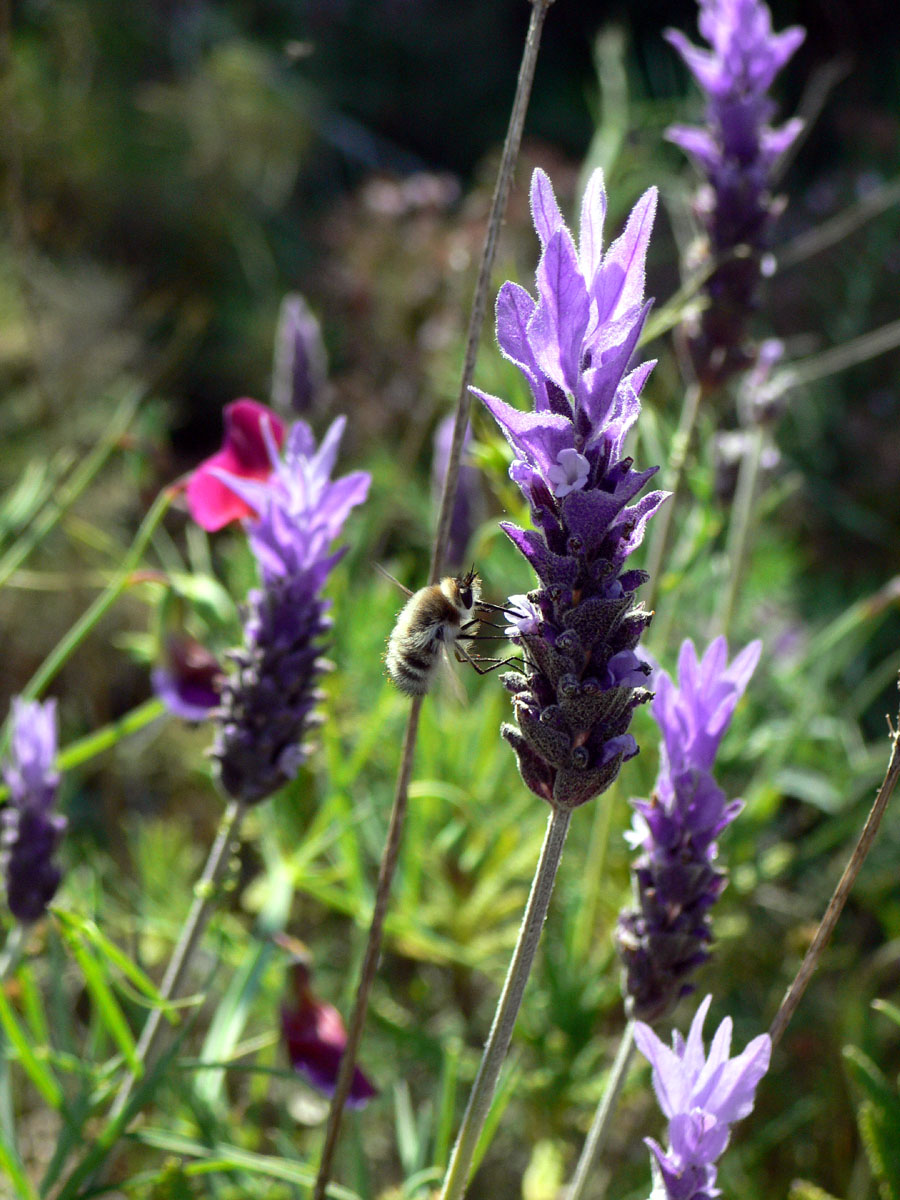
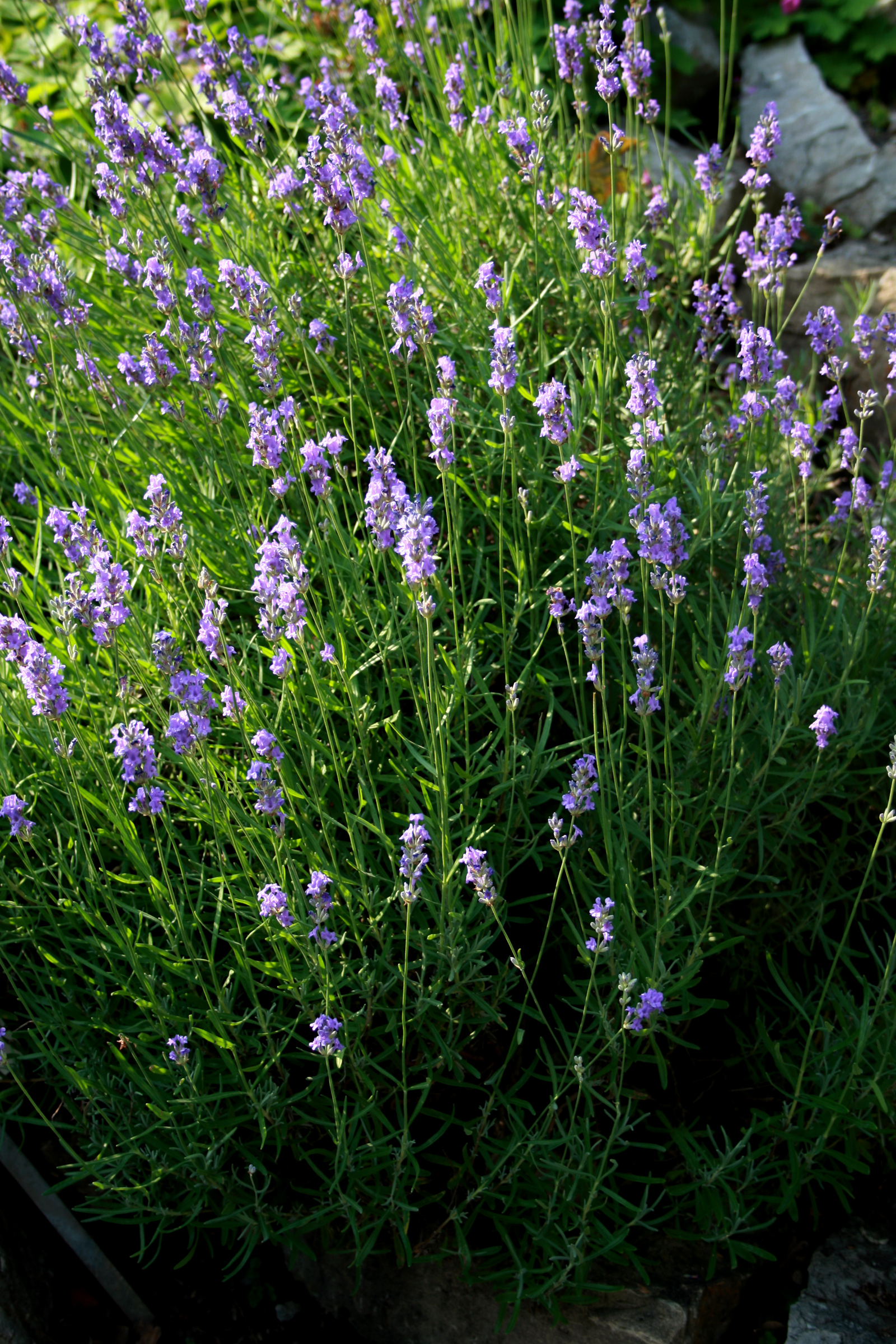
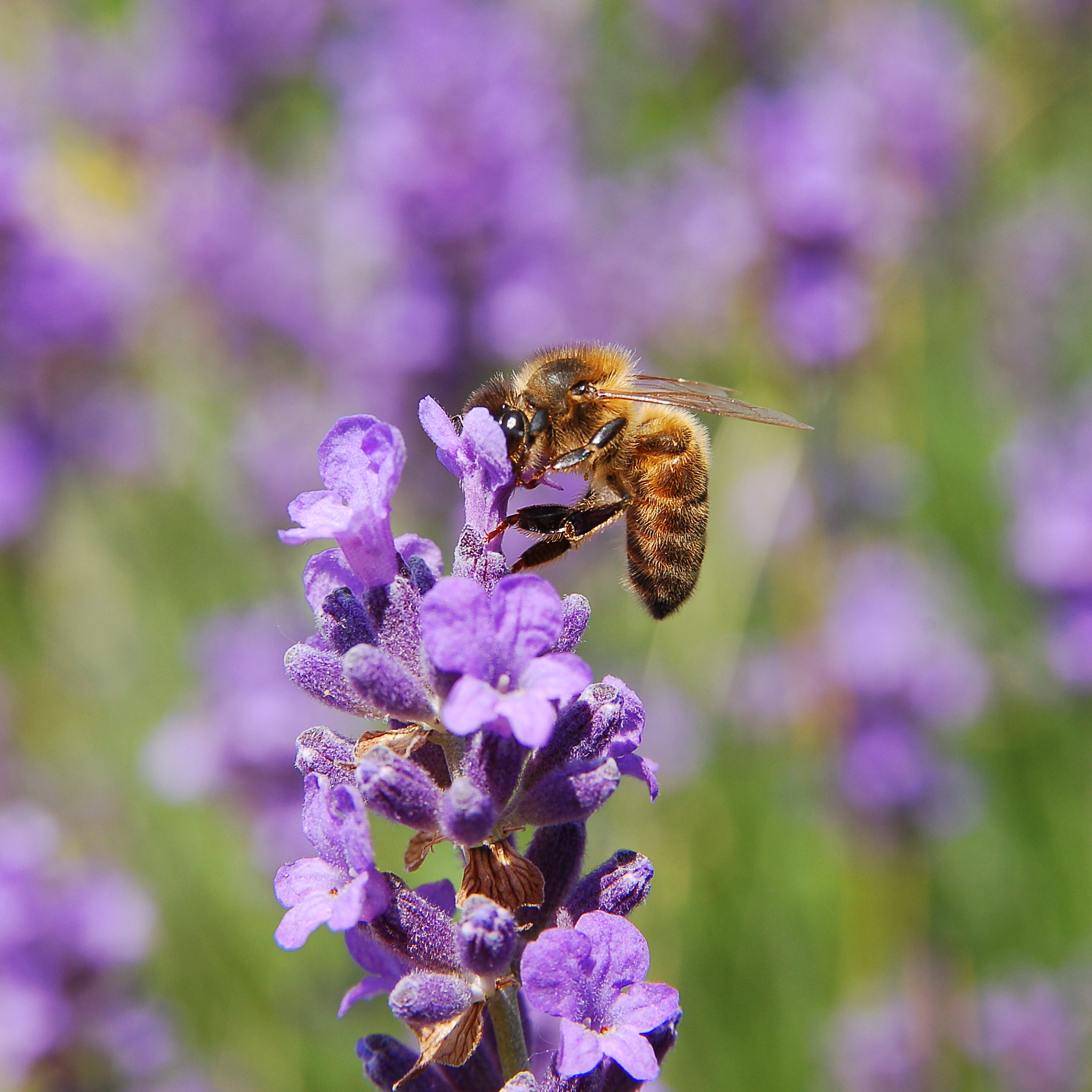
Apis mellifera, on Lavandula angustifolia
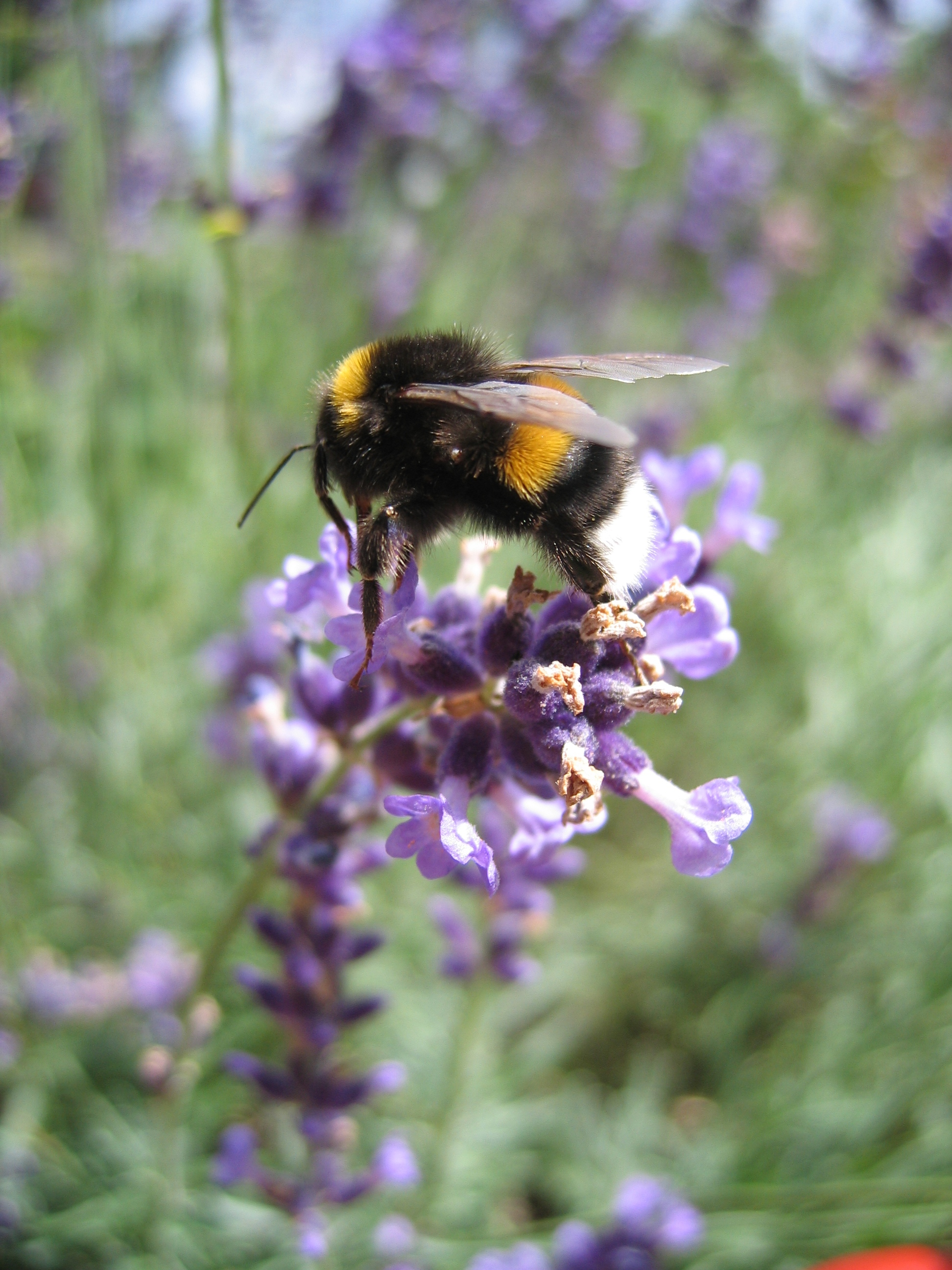
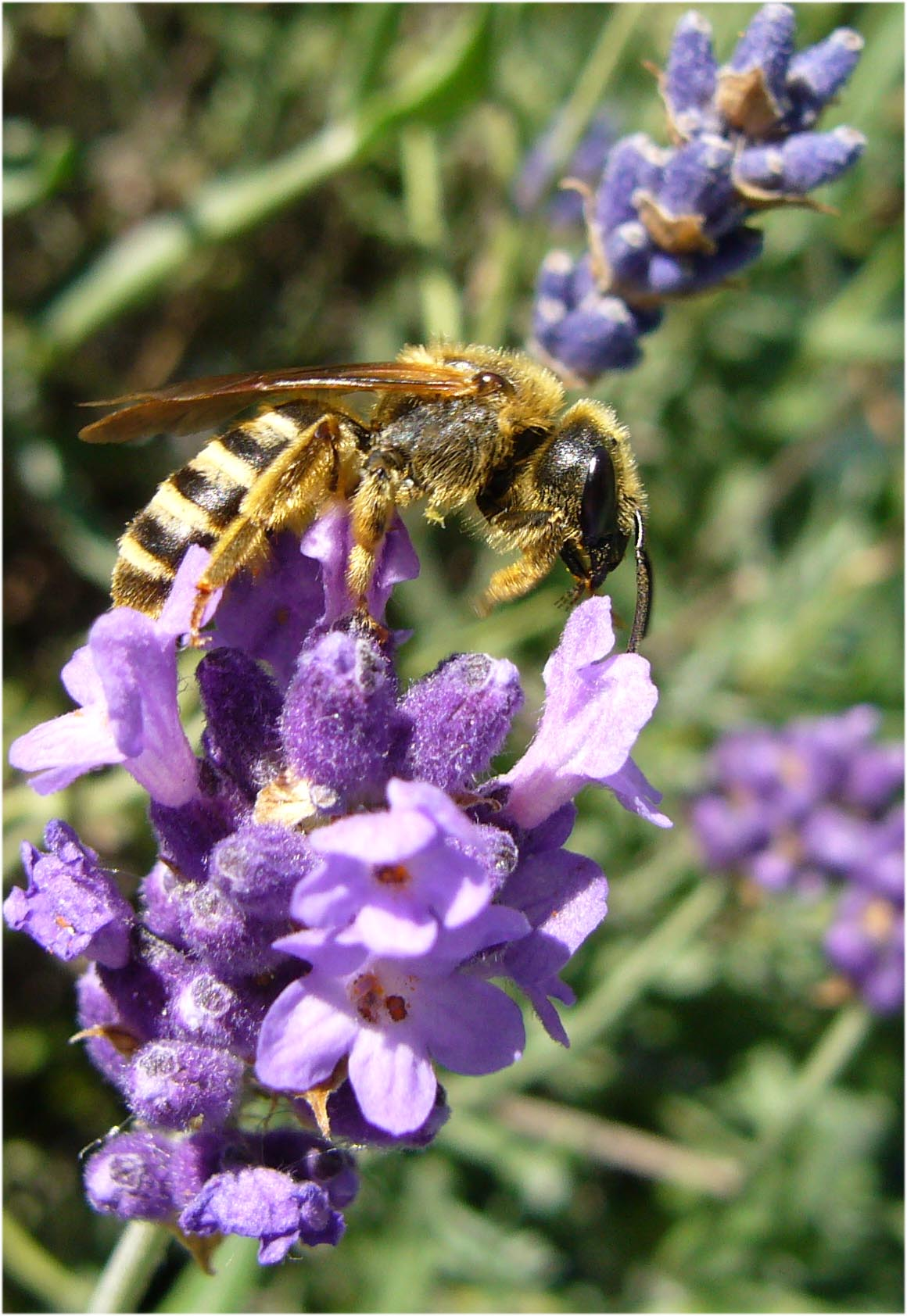
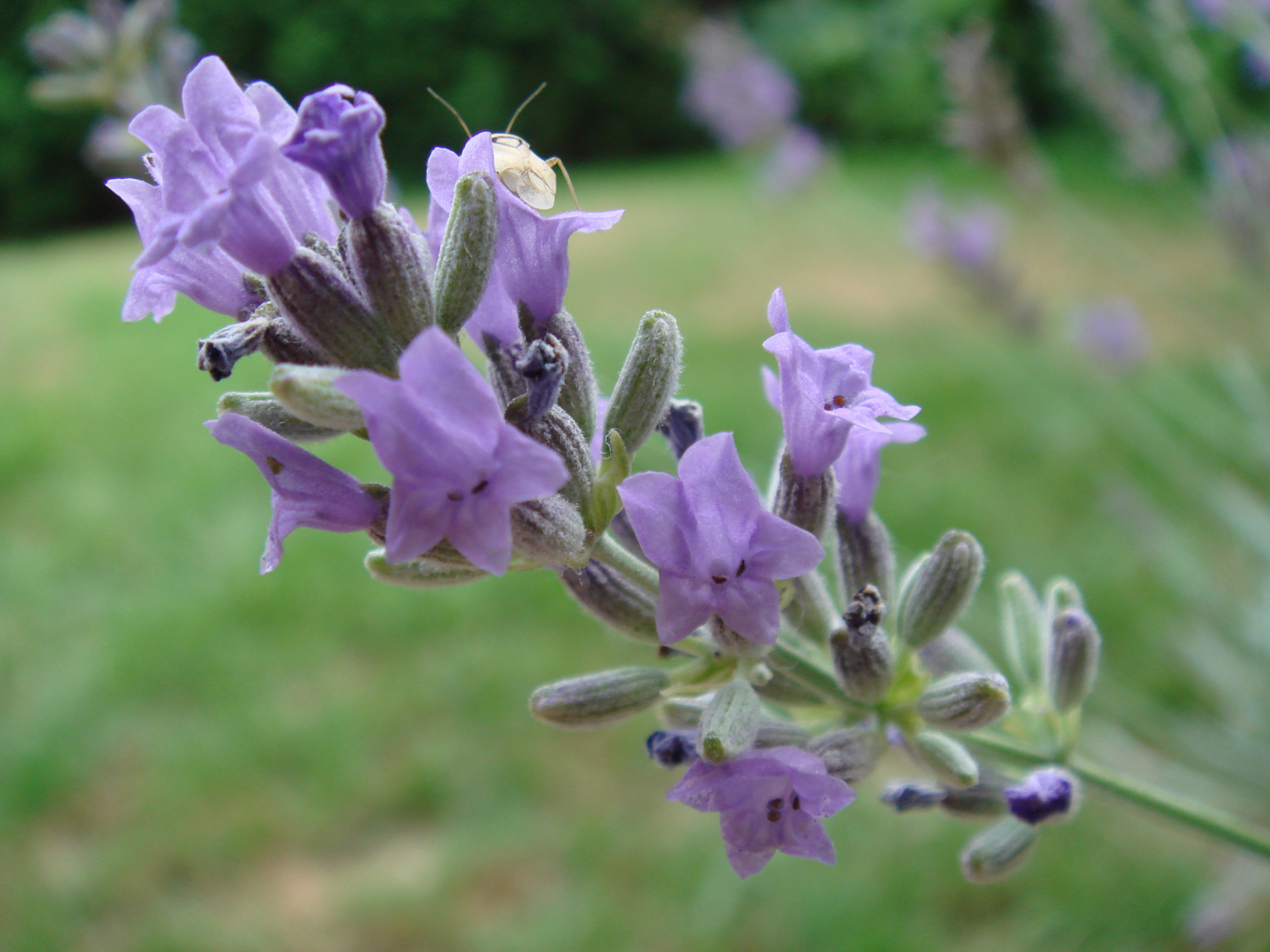
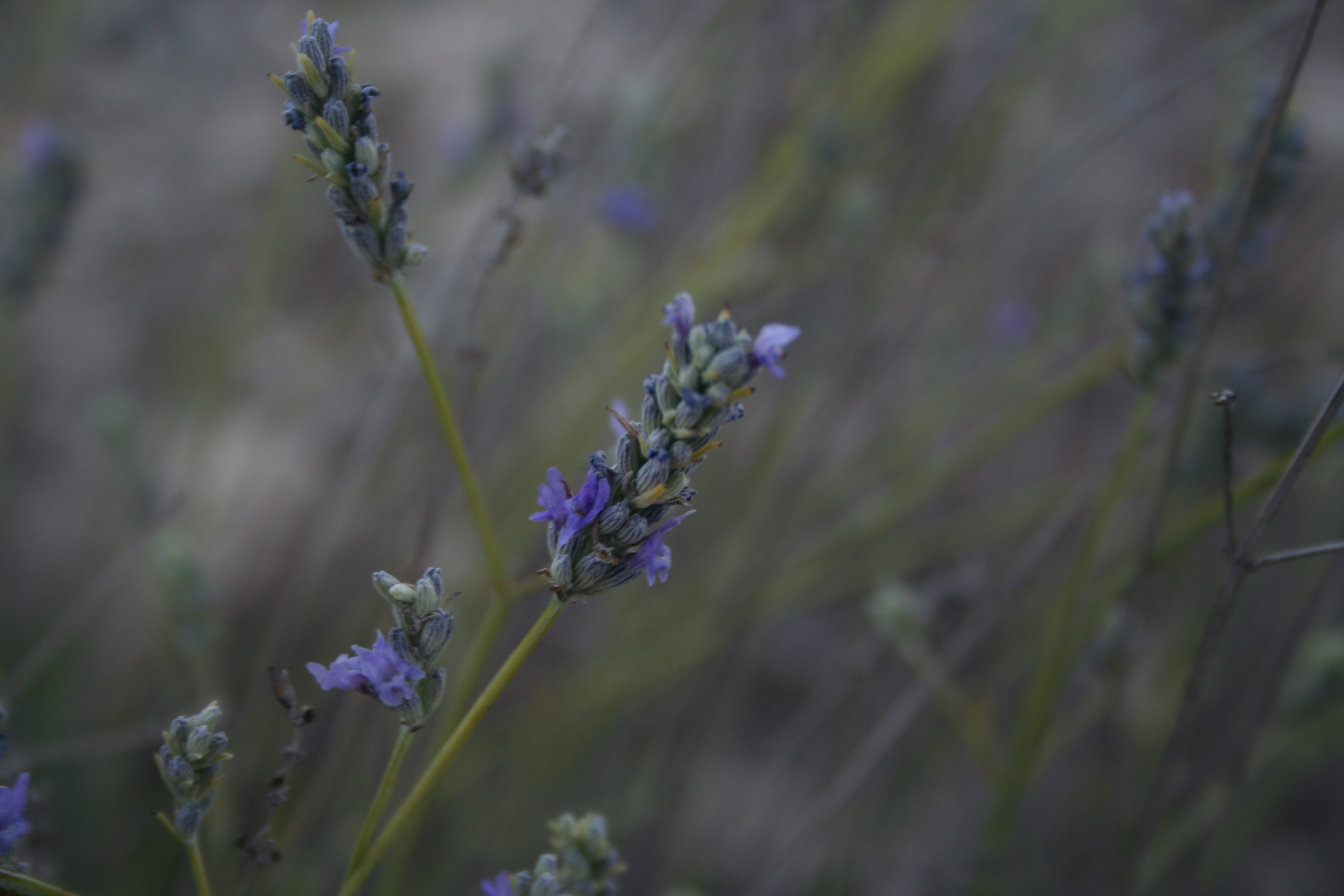
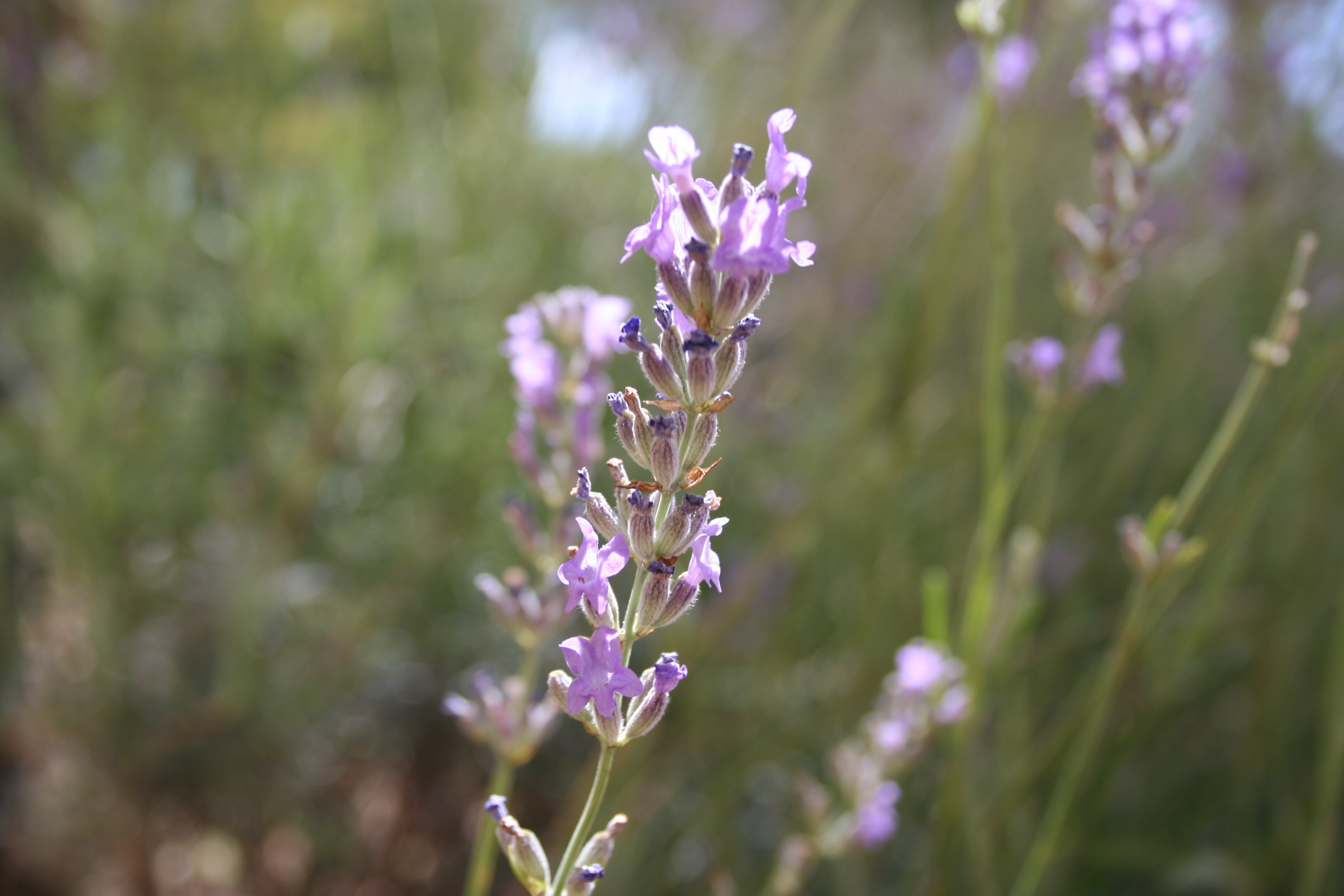
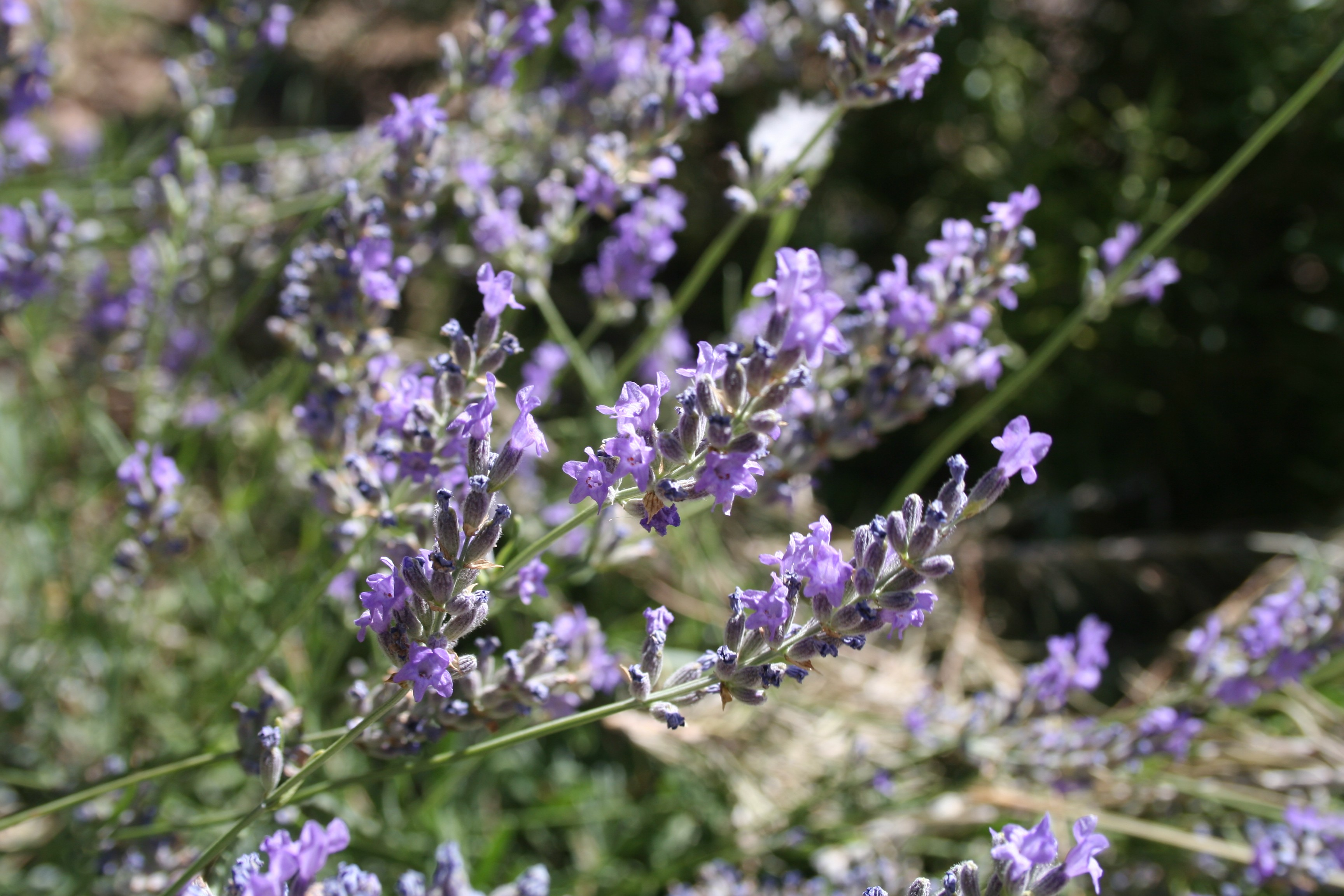
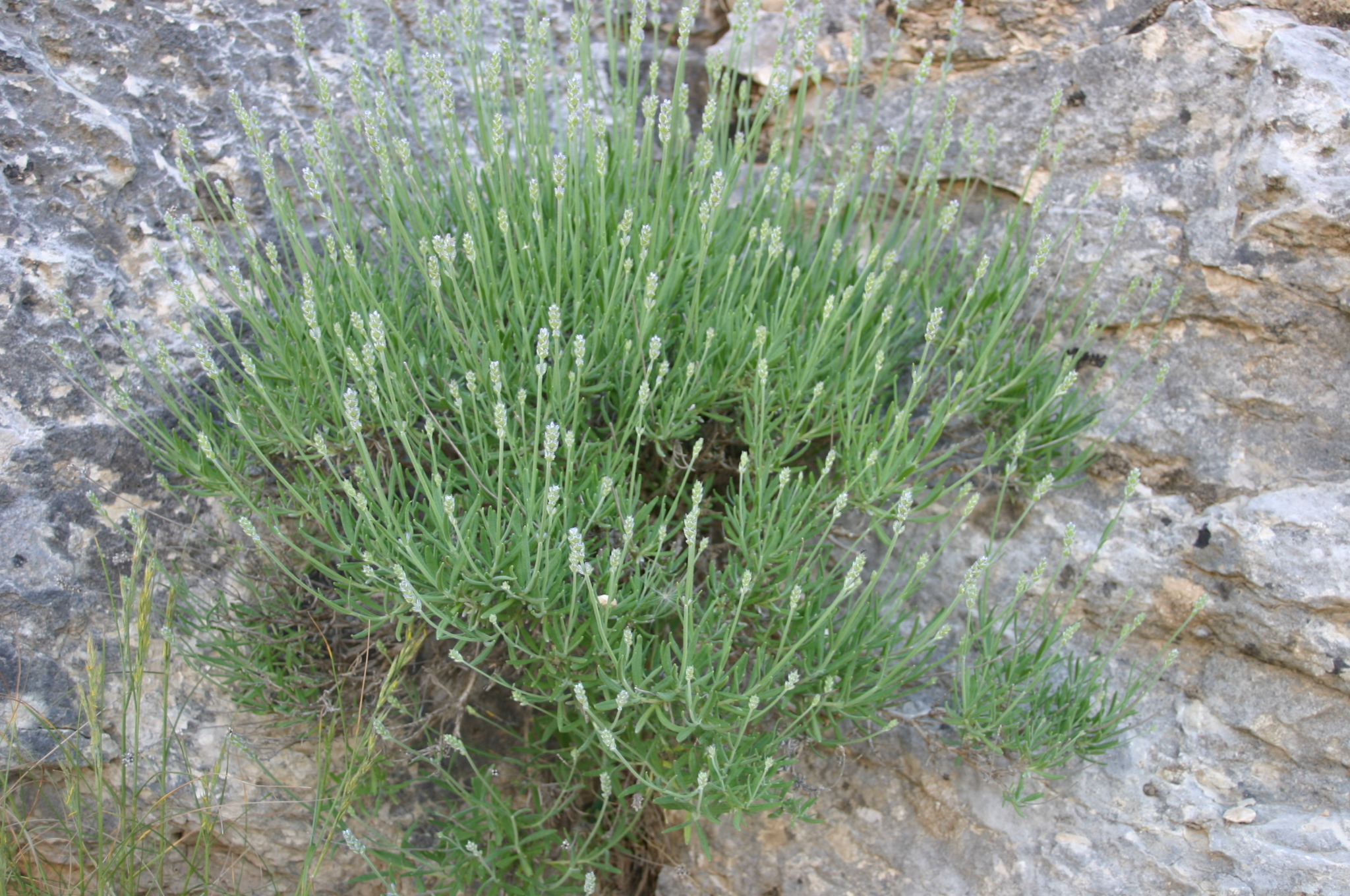
Oải hương dại mọc bên khe đá núi Ventoux
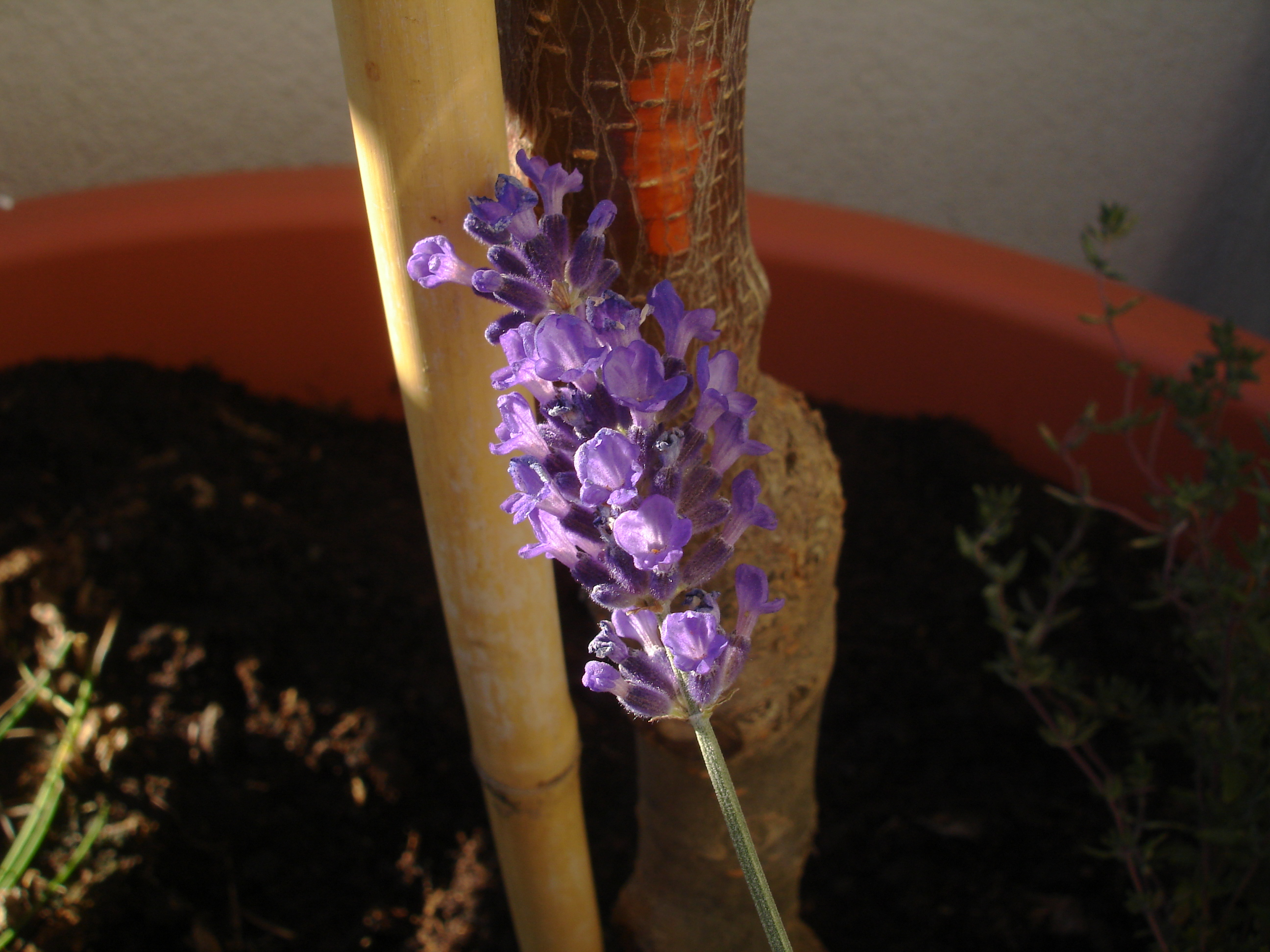
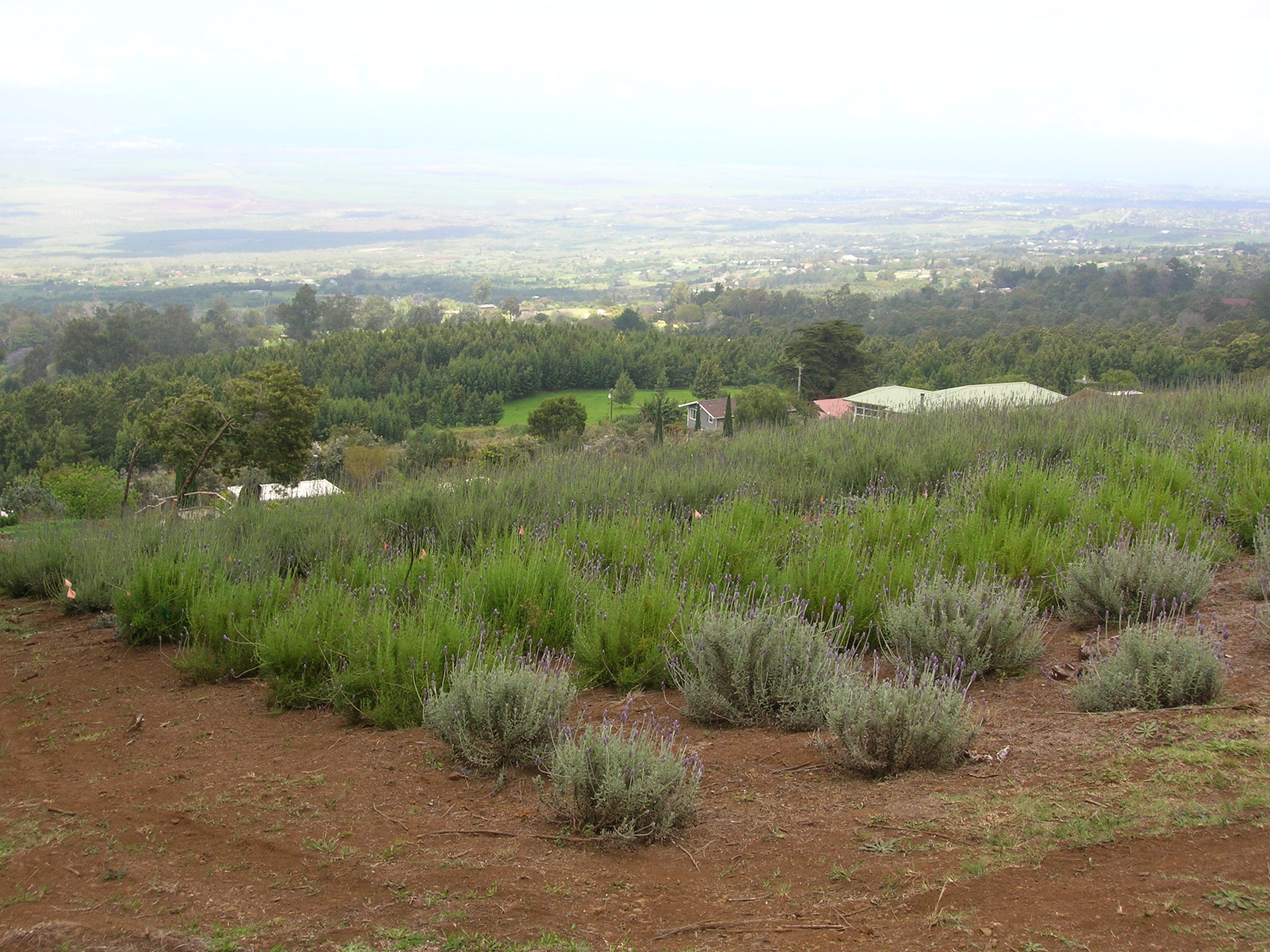
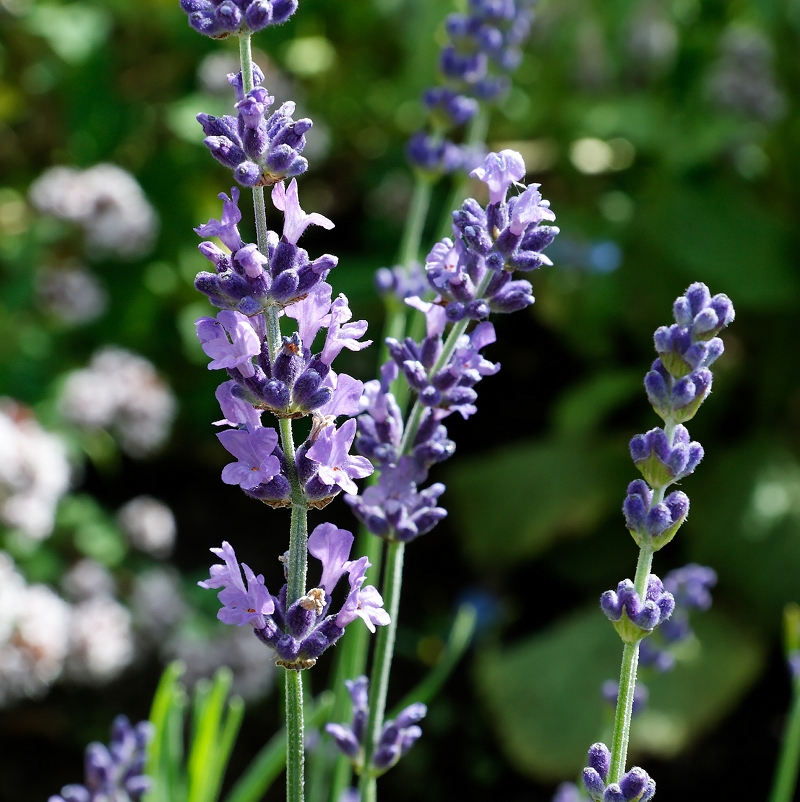